# Euippodes perundulata
Euippodes perundulata är en fjärilsart som beskrevs av Emilio Berio 1956. Euippodes perundulata ingår i släktet Euippodes och familjen nattflyn. Inga underarter finns listade i Catalogue of Life.